# Ostjuden
Les Ostjuden (terme allemand au pluriel pour « Juifs de l'Est ») sont les Juifs d'Europe de l'Est. Au nombre d'environ 6 millions à la veille de la Shoah, les Ostjuden parlaient généralement le yiddish, et leur lieu de résidence était le Yiddishland. Ils étaient organisés en communautés plus ou moins importantes, aussi bien dans de grandes villes comme Varsovie (avec une population d'environ 300 000 Juifs) que dans des shtetls.
Le mot Ostjuden a été créé à la fin du XIXe siècle dans l'Empire allemand et dans les provinces occidentales de l'Empire austro-hongrois afin de les distinguer des communautés occidentales, souvent plus assimilées sur les plans linguistique, culturel et social.
De Joseph Roth et Alfred Döblin à Arnold Zweig, de Martin Buber et Victor Klemperer à Gershom Scholem et Rachel Ertel, nombre d'auteurs se sont attachés à souligner ces différences et à donner valeur de symbole au terme Ostjuden.

### Textes historiques
- Nathan Birnbaum, Was sind Ostjuden? Zur ersten Information, in Flugschriften zur Aufklärung über ostjüdische Fragen, vol. 1, Wien, Löwit Verlag, 1916
- Martin Buber, « Der Geist des Orients und das Judentum », in Vom Geist des Judentum, Leipzig, K. Wolff, 1916, lire en ligne
- Alfred Döblin, Voyage en Pologne, 1925
- Paul Nathan, Das Problem der Ostjuden, Berlin, 1926
- Joseph Roth, Juden auf Wanderschaft, Berlin, 1927 (Juifs en errance, suivi de L'Antéchrist, Seuil, 1986  (ISBN 2-02-009341-3))
- Arnold Zweig, The Face of Eastern European Jewry, 1920

### Sources récentes
- Steven Aschheim, « Brothers and Strangers: The East European Jew in German and German-Jewish Consciousness », Madison, University of Wisconsin Press, 1982
- Steven Aschheim, « Caftan and Cravat: The Ostjude as a Cultural Symbol in the Development of German Anti-Semitism », in Seymour Drescher, David Sabean & Allan Sharlin (éd.), Political Symbolism in Modern Europe. Essays in Honor of George L. Mosse, London and New York, Routledge, 1982  (ISBN 978-0-87855-422-5)
- Steven Aschheim, « Reflection, Projection, Distortion : The "Eastern Jew" in German-Jewish Culture », Osteuropa, vol. 58, n° 8/10 , Impulses for Europe: Tradition and Modernity in East European Jewry (2008), Berliner Wissenschafts-Verlag, p. 61-74
- Delphine Bechtel, « La Renaissance culturelle juive. La rencontre entre Juifs allemands et Juifs d’Europe de l’Est comme facteur déterminant », Cahiers d’études germaniques, 77 | 2019
- Hermann Beck, « “Ostjuden” as Predetermined Targets: a History of Marginalization », Oxford Academic, août 2022, p. 73–102
- Martine Benoît, « Le phénomène de "haine de soi juive" : de la douleur d’être juif en Allemagne (1867-1933) », Cahiers d’études germaniques, 77 | 2019
- David Biale, « Gershom Scholem. Cabale et contre-histoire » (1982), Paris, éditions de l’Éclat, 2001
- Rachel Ertel, Le Shtetl, la bourgade juive de Pologne de la tradition à la modernité, Paris, Payot, 1982 (rééd. Payot & Rivages, 2011)
- Heiko Haumann, Geschichte der Ostjuden, München, Deutscher Taschenbuch Verlag, 1998  (ISBN 3-423-30663-7)
- Mariusz Kałczewiak, « When the "Ostjuden" Returned: Linguistic Continuities in German-Language Writing about Eastern European Jews », Naharaim, vol. 15, n. 2, Walter de Gruyter GmbH, 2021, p. 287–309
- Alexander Kliymuk, The Construct Ostjuden in German Anti-Semitic Discourse of 1920–1932, Scripta Judaica Cracoviensia, vol. 16, 2018, p. 97–108
- Claudio Magris, Lontano da dove. Joseph Roth e la tradizione ebraico-orientale, Einaudi, 1989,  (ISBN 9788858422328).
- Trude Maurer, Ostjuden in Deutschland, 1918-1933 (Hamburger Beitrage zur Geschichte der deutschen Juden) (German Edition), Hans Christians Verlag  (ISBN 978-3767209640)
- Anne-Christin Saß, « Ostjuden », Encyclopedia of Jewish History and Culture Online, 2017
- Gershom Scholem, Dix propositions anhistoriques sur la cabale, suivi des commentaires de David Biale, Paris, éditions de l'Éclat, 2012
- Arvi Sepp, « La réarticulation des subjectivités judéo-allemandes. Les "Ostjuden" comme figures discursives dans l’écriture diaristique de Victor Klemperer », Revue belge de philologie et d'histoire, 2019, 97-3, p. 979-994
- Jewish Comunities of Austria, « Ostjuden »